# Nevisian Heritage Village
Nevisian Heritage Village ist ein Freilichtmuseum in Gingerland auf der Insel Nevis in St. Kitts und Nevis.

## Anlage
Die Gebäude sind allesamt Nachbauten von historischen Gebäuden, vermitteln aber durch authentische Einrichtungsgegenstände einen guten Einblick in die Lebensweise der jeweiligen Epoche. Es wird eine Schmiede, eine Rum-Brennerei und eine Schuhmacherwerkstatt gezeigt, sowie einzelne Wohnhäuser und Gärten.